# Lišice
Lišice är en ort i Tjeckien.   Den ligger i distriktet Okres Hradec Králové och regionen Hradec Králové, i den centrala delen av landet, 70 km öster om huvudstaden Prag. Lišice ligger 258 meter över havet och antalet invånare är 166.
Terrängen runt Lišice är huvudsakligen platt. Lišice ligger uppe på en höjd. Runt Lišice är det ganska tätbefolkat, med 139 invånare per kvadratkilometer. Närmaste större samhälle är Přelouč, 19,0 km sydost om Lišice. Omgivningarna runt Lišice är en mosaik av jordbruksmark och naturlig växtlighet.